# Heinrich-Böll-Gesamtschule Düren

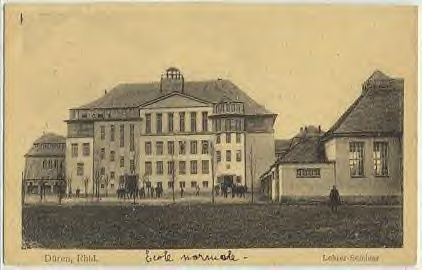
Die Schule im Jahr 1915

Die Heinrich-Böll-Gesamtschule ist eine allgemeinbildende sowie weiterbildende Schule in Düren, die seit dem 1. August 1987 besteht. Die Gesamtschule ist nach dem Literatur-Nobelpreisträger Heinrich Böll (1917–1985) benannt, der in Langenbroich in der Nähe von Düren gelebt hat.

## Allgemeines
Die damalige Ostschule wurde am 16. November 1912 als preußisches Lehrerseminar eröffnet. Ab 1925 wurde die Ostschule zur Volksschule, auf die bis zu 1000 Schüler gingen. In der Zeit des Nationalsozialismus wurden in der Schule Lehrerinnen ausgebildet. Über dem linken Eingang des Lehrerseminars sind zwei Köpfe zu sehen, die Pestalozzi und Fröbel zeigen. Über dem rechten Eingang sieht man Goethe und Schiller.
In der damaligen Turnhalle wurden zeitweise Kriegsgefangene untergebracht. 1968 wurde die Ostschule zur Hauptschule, die bis 1991 neben der Gesamtschule bestand.
Der Schulleiter hieß Hermann-Josef Geuenich (pensioniert 2018). Im Jahre 1987 wurde die Schule als Gesamtschule bestehend aus Sekundarstufe 1 und 2 vorgestellt.

## Konzept
Im Gegensatz zum dreigliedrigen Schulsystem mit Hauptschule, Realschule und Gymnasium muss man sich hier nach der Grundschulzeit nicht sofort für eine Art der weiterführenden Schule entscheiden. Diese Festlegung kann später erfolgen. Es existieren allerdings ab Klasse 7 und Klasse 8 Erweiterungskurse und Grundkurse, die in den Hauptfächern differenziert werden.

## Abschlüsse
In der Schule können folgende Abschlüsse erreicht werden:
- Hauptschulabschluss
- Sekundarabschluss I
- Fachoberschulreife
- Fachoberschulreife mit Qualifikation für die gymnasiale Oberstufe
- Fachhochschulreife (in Verbindung mit einer abgeschlossenen Lehre)
- Fachhochschulreife (in Verbindung mit einem einjährigen Praktikum)
- Abitur mit allgemeiner Hochschulreife

Die Gesamtschule ist eine von zwei Schulen dieses Typs in Düren und kooperiert mit anderen Schulen im Kreis Düren.

## Projekte
Die Heinrich Böll Gesamtschule hat jedes Jahr einen Tag der offenen Tür. Die Schule hat ebenfalls ein Streitschlichterprojekt und einen Freizeitbereich, wo die Kinder und Jugendlichen lesen oder spielen können.
Am 11. März 2013 besuchte Martin Schulz der Präsident des Europäischen Parlaments die Heinrich-Böll-Gesamtschule und hielt einen Vortrag zur Lage Europas. Anschließend beantwortete er Fragen der Schüler. Die Schulsprecher Max Hellwig und Tim Justin Rabe bedankten sich bei Martin Schulz durch ein Geschenk im Namen der ganzen Schülervertretung: Eine originale Schallplatte Édith Piafs aus dem Jahr 1960. Erwähnt wurde dieses Ereignis unter anderem in den Aachener Nachrichten.

## Bunker

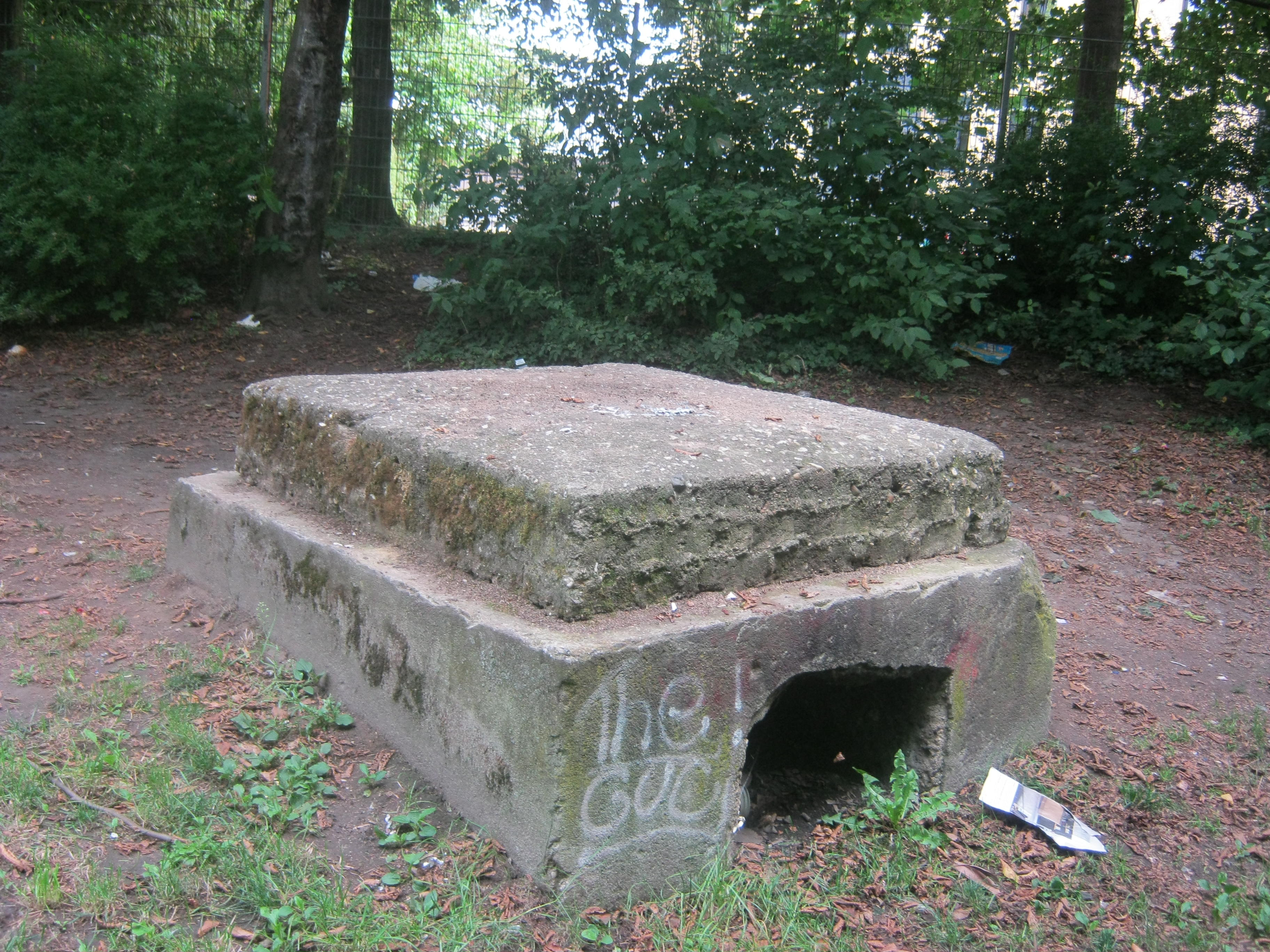
Ehemaliger Bunkereingang

Rechts von der Schulzufahrt in Richtung der Bonifatiuskirche befindet sich ein Tunnelbunker, der etwa 150 cm hoch war. Es sind noch oberirdische Reste zu sehen. Zum Schulgebäude bestand keine Verbindung. In dem auch Kriechbunker genannten Bauwerk standen rechts und links Bänke. Der noch vorhandene sichtbare viereckige Betonklotz war eigentlich höher und diente als Einstieg in den Bunker. Der Bunker ist nicht zugeschüttet, wie ein Zeitzeuge berichten konnte. In den 1960er Jahren wurden in dem geöffneten Tunnelbunker Knochenreste gefunden.

## Persönlichkeiten
- Lisa Wüllenweber (* 1992), deutsche Autorin, Abitur 2011